# 1376
1376 (MCCCLXXVI) fue un año bisiesto comenzado en martes del calendario juliano, en vigor en aquella fecha.

## Acontecimientos
- 12 de marzo: en la localidad de Vicenza, a 70 km al oeste de Venecia (en la actual Italia) se siente un violentísimo terremoto.[1]
- El matrimonio entre el Gran Duque Jogaila de Lituania y la Reina Eduviges I de Polonia sienta las bases de la Mancomunidad Polaco-Lituana.
- La ciudad búlgara de Stredets cambia su nombre a Sofía.
- En el Imperio bizantino, Andrónico IV depone a Juan V.
- En Rusia, los mongoles destruyen Kasímov.
- En el Cantón de Zug (Suiza) se establece la Asamblea Pública (Landsgemeinde), que persistirá hasta 1814.
- En el actual México, los mexicas proclaman a Acamapichtli como Huey Tlatoani de México-Tenochtitlan, fundando así dinastía la colhua-mexica.

## Fallecimientos
- 8 de junio: Eduardo de Woodstock, «Príncipe Negro», aristócrata galés (n. 1330).